# 선박기관사
기관사(機關士, engine officer, engineer)는 선박직원법 4조에 따른 면허를 받은 사람 중 기관부에서 기관당직을 수행하는 사람을 말한다. 선박이 안전운항을 할 수 있도록 기관장을 보좌하며 기관 관련 기계장비를 정비, 운용한다. 보통 3직제를 구현하기 위해 3명의 기관사(1등 기관사, 2등 기관사, 3등 기관사)로 구성되어 있다.